# The Hope Six Demolition Project
| Recensione       | Giudizio |
| ---------------- | -------- |
| sentireascoltare | (7.5/10) |

The Hope Six Demolition Project è il nono album in studio della cantautrice e musicista inglese PJ Harvey, pubblicato nel 2016.
L'album, successore dell'acclamato Let England Shake (pubblicato nel 2011 e vincitore del Premio Mercury), ha ricevuto ai Grammy Awards 2017 la candidatura a Miglior album di musica alternativa, quarta candidatura di Harvey nella categoria e settima totale.

## Descrizione
Il titolo dell'album fa riferimento al programma statale edile statunitense HOPE VI, che consiste nella demolizione di edilizia popolare in zone ad alto tasso di criminalità per fare posto a costruzioni riqualificate: una conseguenza è che molti dei vecchi residenti non riescono più a sopportare il livello delle spese necessarie per rimanere e ciò porta all'accusa al programma di "pulizia sociale".. Del progetto si parla esplicitamente nella traccia di apertura dell'album, "The Community of Hope". Il testo è stato ispirato dal viaggio di PJ a Washington con il fotografo/ documentarista Seamus Murphy, accompagnati dal giornalista locale Paul Schwartzman del The Washington Post.
Oltre che a Washington, la Harvey e Seamus Murphy hanno viaggiato tra il 2011 e il 2014 anche in Kosovo e Afghanistan; tutte le canzoni dell'album hanno tratto ispirazione da questa esperienza, che è sfociata anche in un libro di poesie, Il cavo della mano (The hollow of the hand).
Il processo creativo dietro alla realizzazione dell'album è stato successivamente raccontato nel documentario A Dog Called Money , uscito nel 2019.

## Registrazione
L'album è stato registrato alla Somerset House in sessioni aperte al pubblico facenti parte di una installazione artistica chiamata Recording in Progress. Le sessioni sono durate quarantacinque minuti ciascuna ed effettuate nell'arco di un mese, a partire dal 16 gennaio 2015 fino al 14 febbraio dello stesso anno.

## Tracce
1. The Community of Hope – 2:23
2. The Ministry of Defence – 4:11
3. A Line in the Sand – 3:33
4. Chain of Keys – 3:09
5. River Anacostia – 4:56
6. Near the Memorials to Vietnam and Lincoln – 2:59
7. The Orange Monkey – 2:47
8. Medicinals – 2:19
9. The Ministry of Social Affairs – 4:10
10. The Wheel – 5:37
11. Dollar, Dollar – 5:37

## Crediti
Musicisti
- PJ Harvey – canto (tutte le tracce), chitarre (tracce 2, 5, 6, 8–10), sassofono (tracce 2, 7, 8 & 9), violino (traccia 6), armonica & autoharp (traccia 9), battimani (10), piano & shaker (traccia 15)
- John Parish – cori (tutte le tracce), chitarre (tracce 1, 3, 6, 7, 10, 14, 15), percussioni (tracce 2–13), tastiere (tracce 2), variophon (tracce 3–5, 7, 9, 11), fisarmonica (traccia 6), mellotron (tracce 6, 11), chitarra baritona & sintetizzatore (traccia 8), autoharp (traccia 9), battimani (traccia 10), piano & sintetizzatore (traccia 12), basso (tracce 12, 15), batteria (traccia 15)
- Flood – cori (tracce 1, 2, 4–6, 8–10, 12–14), sintetizzatore (traccia 3), Sonic Maverick (traccia 9)
- Mick Harvey – cori (tracce 2, 5, 7, 10), percussioni (tracce 2, 7, 8, 10), Pedali Taurus (tracce 2, 7, 9), chitarra slide (traccia 3), tastiere (tracce 3, 7, 10, 11), Basso (traccia 9), chitarra & battimani (traccia 10).
- Jean-Marc Butty – cori (tracce 2, 5, 7), percussioni (tracce 7, 8, 11)

Musicisti ospiti
- Linton Kwesi Johnson – canto (2)
- Terry Edwards – cori (1, 4–6, 8, 9, 11, 13, 14), percussioni (1, 4, 8, 13), sassofono alto (1, 4), tastiere (5), chitarra, flauto & armonica (6), sassofono (8, 9, 11), melodica (9), chitarra (12)
- Mike Smith – cori (1, 2, 4, 7, 10, 11, 14), sassofono alto (1, 4, 7, 10), piano (1), tastiere (2, 4, 7), sassofono (2), percussioni (7), battimani (10)
- James Johnston – cori (1, 3–6, 11–14), tastiere (1, 5), violino (4, 6), chitarra (6, 8), organo (11, 13)
- Alain Johannes – cori (1–4, 7, 10, 11, 14), chitarra (1, 2, 7, 10), sassofono (2), tastiere (4), percussioni (4, 7), battimani (10)
- Kenrick Rowe – cori (1, 4, 9, 10, 12, 14), percussioni (1–4, 9, 10, 12), battimani (10)
- Enrico Gabrielli – cori (1, 4, 14), percussioni (1), clarinetto basso (1–4), swanee whistle (4), clarinetto basset (12)
- Alessandro Stefana – cori (1, 4, 12, 14), chitarra (1–4, 12, 14)
- Adam 'Cecil' Bartlett – cori (1, 4, 6, 10), basso (1, 4, 10)
- Ramy Essam – canto & chitarra acustica (15)

Produzione
- Flood – produzione, missaggio
- John Parish – produzione
- Drew Smith – missaggio
- Rob Kirwan – registrazione, ingegnerizzazione
- Adam 'Cecil' Bartlett – ingegnerizzazione supplementare al missaggio
- Caesar Edmunds – ingegnerizzazione al missaggio

Design
- Michelle Henning – artwork, direzione artistica
- Rob Crane – layout, design
- Seamus Murphy – fotografie